# Prințul Maximilian de Baden
Maximilian de Baden (cunoscut ca Max von Baden; nume complet: Maximilian Alexander Friedrich Wilhelm of Baden), (n. 10 iulie 1867, Baden-Baden, Confederația Germană – d. 6 noiembrie 1929, Salem, Baden-Württemberg, Germania) a fost nobil și politician german. A fost moștenitorul Marelui Ducat de Baden, iar în 1918 a fost pentru scurtă vreme cancelar al Imperiului German.

## Biografie

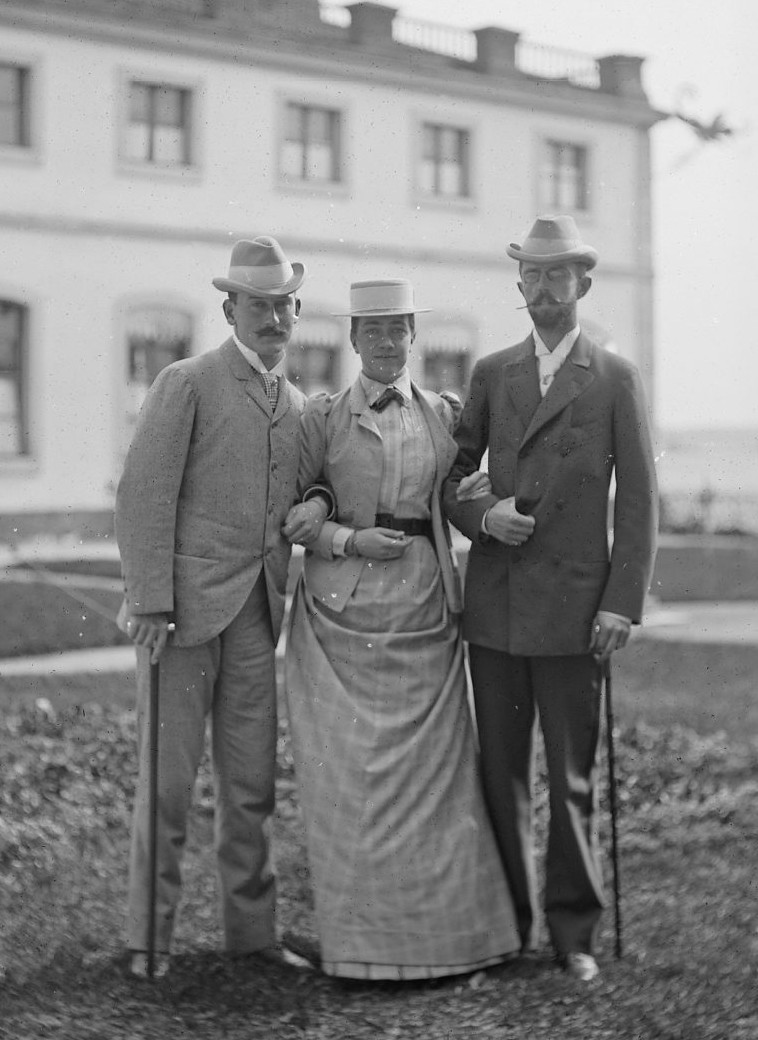
Prințul Maximilian (stânga) cu verișoara lui Victoria de Baden și logodnicul acesteia, Gustaf al V-lea al Suediei, Palatul Tullgarn, ca. 1890

Născut în Baden-Baden, Maximilian a fost fiul Prințului Wilhelm de Baden, al treilea fiu al lui Leopold, Mare Duce de Baden și a Prințesei Maria Maximilianovna de Leuchtenberg, nepoată a lui Eugène de Beauharnais și nepoată de soră a Țarului Alexandru al II-lea al Rusiei. 
A fost numit după bunicul matern, Maximilian de Beauharnais, al 3-lea Duce de Leuchtenberg și a semănat cu vărul său, Napoleon al III-lea al Franței.
Max a a studiat dreptul la Universitatea din Leipzig, apoi a fost instruit ca ofițer al armatei prusace. În 1906, Max von Baden a comandat regimentul 1 de dragoni având rangul de locotenent colonel. După moartea unchiului său, Frederic I, Mare Duce de Baden, în 1907, el a devenit moștenitor al tronului Marelui Ducat al vărului său Frederic al II-lea, Mare Duce de Baden, a cărui căsătorie a rămas fără copii.
În 1911, Max von Baden a părăsit armata cu rangul de general maior. La izbucnirea Primului Război Mondial în 1914, el a servit din nou, ca ofițer de stat major general în Corpul al XIV-lea al armatei germane. Totuși, la scurt timp el s-a retras în calitate de președinte de onoare al secțiunii Baden a Crucii Roșii germane și toată durata războiului a venit în ajutorul prizonierilor de război. În 1916 a fost numit președinte de onoare a YMCA.
Prințul Max avea reputația de a fi un aristocrat liberal și făcea parte din moderații care se opuneau aripii ultra-drepte din Comandamentul Suprem al Armatei. În 1917 Max von Baden s-a opus în mod public reluării războiului submarin fără restricții care avea să conducă la intrarea în război a Statelor Unite ale Americii la 6 aprilie 1917.

## Cancelar

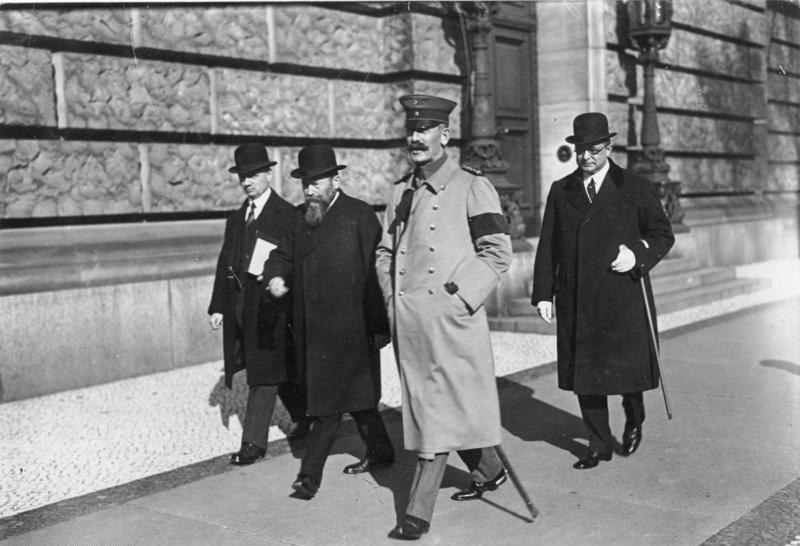
Cancelarul Max von Baden și Vice-cancelarul Friedrich von Payer (al 2-lea din stânga) părăsind Reichstag, octombrie 1918.

Având în vedere prăbușirea Germaniei în ultimele zile ale războiului, cabinetul Cancelarului Georg von Hertling a demisionat la 30 septembrie 1918. Remarcat ca liberal, prințul a fost numit Cancelar al Germaniei de către împăratul Wilhelm al II-lea, la 3 octombrie 1918 cu scopul de a negocia un armistițiu cu Aliații, sperând că va fi acceptat de președintele american Woodrow Wilson.
În ceea ce privește politica internă, "Oberste Heeresleitung" (OHL) (Comandamentul Suprem al Armatei) a fost dispus să facă un compromis pentru a merge în direcția cerută de SUA pentru democratizare. Deși Max a avut rezerve serioase cu privire la modul în care OHL a vrut să poarte negocieri, a acceptat provocarea și a numit un guvern care pentru prima oară a inclus reprezentanți ai social-democraților ca secretari de stat: Philipp Scheidemann și Gustav Bauer. Chiar Ludendorff a pledat pentru un sistem parlamentar, care ar limita puterea Kaiserului, în principal, la îndatoriri de reprezentare.
A doua zi Maximilian a prezentat oficial o propunere de armistițiu cu acordul OHL; președintele Wilson a reacționat cu rezervă. Pentru a îmbunătăți poziția Germaniei cu Aliații, noul cancelar a impus prin amendamente constituția imperială, care a înlocuit treptat sistemul autoritar lăsat de Otto von Bismarck.
Totuși, eforturile guvernului de a asigura un armistițiu au fost întrerupte de revolta de la Kiel și izbucnirea revoluției în Germania la începutul lunii noiembrie. Maximilian, grav bolnav cu gripă spaniolă, a cerut lui Wilhelm al II-lea să abdice. Kaiserul, care a fugit din Berlinul revoluționar, în ciuda sfaturilor similare ale lui Hindenburg și Wilhelm Groener a considerat abdicarea doar ca împărat nu și ca rege al Prusiei.
La 9 noiembrie 1918, Maximilian a mers mai departe și a anunțat abdicarea oricum, și renunțarea la succesiune a Prințului Moștenitor Wilhelm. În aceeași zi, Philipp Scheidemann a proclamat Germania republică iar Maximilian a demisionat din funcția de cancelar în favoarea social democratului Friedrich Ebert.

## Familie

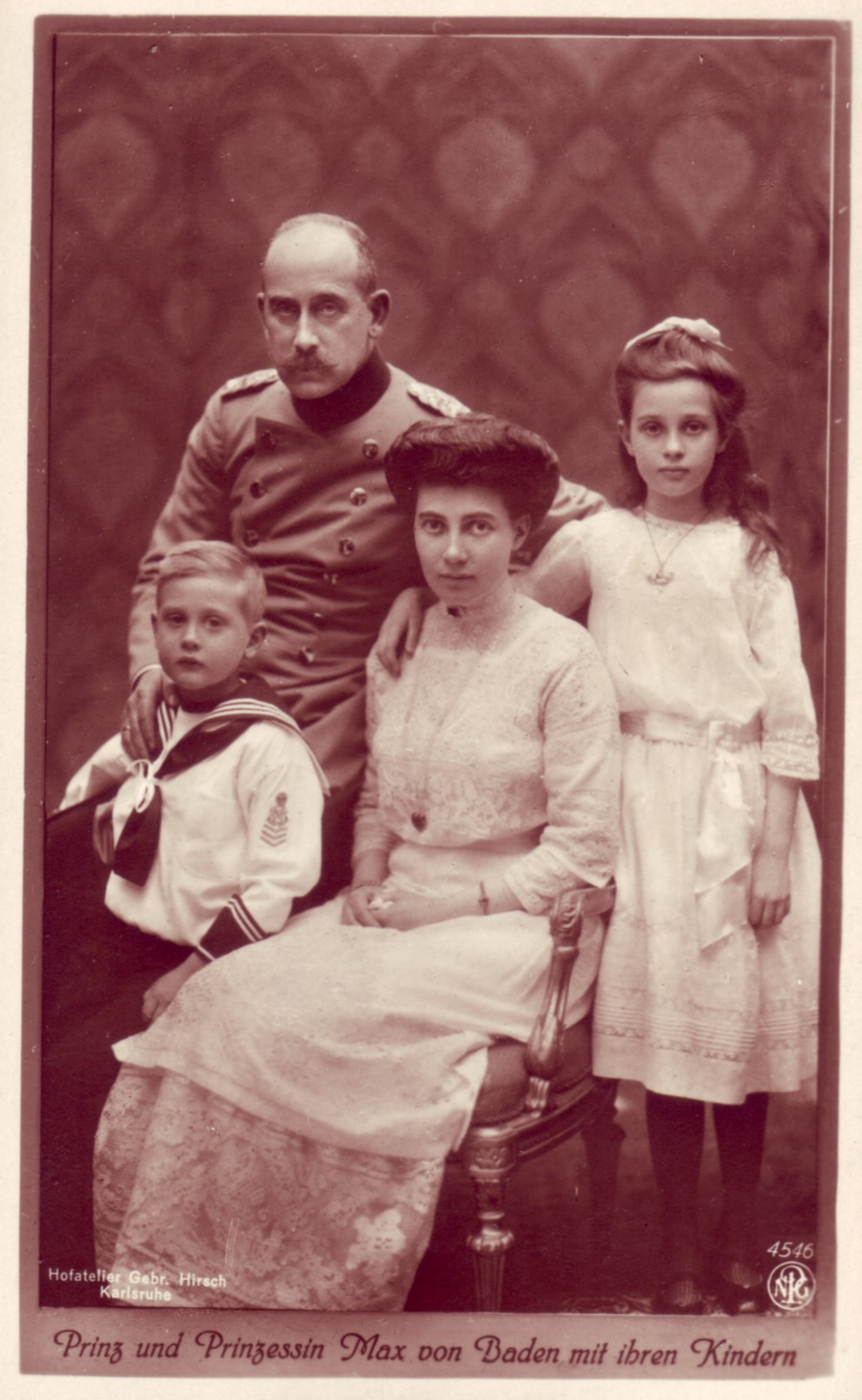
Max von Baden și familia

Maximilian s-a căsătorit cu Prințesa Marie Louise de Hanovra, fiica cea mare a lui Ernest Augustus II de Hanovra și a Prințesei Thyra a Danemarcei. Cuplul a avut doi copii:
- Prințesa Marie Alexandra de Baden (1 august 1902 - 29 ianuarie 1944); căsătorită cu Prințul Wolfgang de Hesse, Landgraf de Hesse-Kassel, fiu al Prințului Frederic Karl de Hesse, care a fost desemnat rege al Finlandei, și a Prințesei Margareta a Prusiei; nu a avut copii. Maria Alexandra a fost ucisă într-un bombardament la Frankfurt în timpul celui de-Al Doilea Război Mondial.
- Prințul Berthold de Baden (24 februarie 1906 - 27 octombrie 1963); mai târziu margraf de Baden; căsătorit cu Prințesa Theodora, fiica Prințului Andrew al Greciei și Danemarcei și a Prințesei Alice de Battenberg. Prin căsătoria cu Prințesa Theodora, Prințul Berthold a fost cumnatul Prințului Filip, Duce de Edinburgh.

## Ultimii ani
Prințul Maximilian, Margraf de Baden, și-a petrecut restul vieții retras. El a respins un mandat pentru Adunarea Națională Weimar în 1919 oferit acestuia de către politicianul democrat german Max Weber. Împreună cu Kurt Hahn, el a fondat în 1920 școala internat "Schule Schloss Salem".
În 1928, ca urmare a decesului Marelui Duce Frederic al II-lea, Maximilian a devenit șeful Casei de Baden. El a murit la Salem anul următor, la vârsta de 62 de ani.
1. ↑  IdRef, accesat în 20 mai 2020